# Donald Johnston
Donald James Johnston (ur. 26 czerwca 1936, zm. 5 lutego 2022) – polityk kanadyjski, minister w rządach Liberalnej Partii Kanady, były sekretarz generalny Organizacji Współpracy Gospodarczej i Rozwoju.
Studiował prawo na McGill University (ukończył w 1958), prowadził na tej uczelni wykłady z prawa finansowego. W 1978 po raz pierwszy został wybrany do parlamentu kanadyjskiego (w wyborach uzupełniających). W latach 1980–1984 pełnił funkcję szefa Skarbu Państwa w gabinecie Pierre Trudeau; po rezygnacji Trudeau z kierowania Partią Liberalną (1984) ubiegał się o funkcję lidera partii (zarazem premiera Kanady), ale zajął na konwencji wyborczej trzecie miejsce (za Johnem Turnerem i Jeanem Chrétienem). Wszedł w 1984 do krótkotrwałego rządu Turnera jako minister sprawiedliwości i prokurator generalny.
Odszedł z Partii Liberalnej w 1988 po konflikcie z Turnerem w kwestii kanadyjsko-amerykańskiej umowy o wolnym handlu; Johnston był jej zwolennikiem, Turner sprzeciwiał się. Przez krótki czas pełnił mandat deputowanego jako bezpartyjny, w wyborach w 1988 nie kandydował. Ponownie został członkiem Partii Liberalnej po rezygnacji Turnera w 1990; pełnił funkcję jej prezydenta w latach 1990-1994, przyczyniając się do odzyskania władzy przez liberałów w wyborach w 1993.
W 1996 premier Kanady Jean Chrétien wysunął jego kandydaturę na stanowisko sekretarza generalnego Organizacji Współpracy Gospodarczej i Rozwoju (OECD); Johnston został na to stanowisko wybrany i objął urząd 1 czerwca 1996. Jego kadencja skończyła się w maju 2006. W listopadzie 2005 wybrano na następcę Meksykanina Jose Angela Gurrię.
Jonston jest żonaty (z Heather Bell Maclaren), ma cztery córki (Kristinę, Allison, Rachel i Sarę). Nosi tytuł członka Tajnej Rady Królowej dla Kanady.

## Odznaczenia
- 2011 Komandor Orderu Legii Honorowej (Francja) za wkład we współpracę między narodami i kulturami w czasie sprawowania funkcji szefa OECD[2].